# Denman
Denman is een plaats in de Australische deelstaat New South Wales en telt 1400 inwoners (2006).